# Emma Bovary/Baby blu
Emma Bovary/Baby blu è il 36° singolo di Patty Pravo, pubblicato nel 1998 dall'etichetta discografica Pensiero stupendo/Sony.

## Il disco
Il singolo fu il terzo utilizzato per la promozione dell'album di cui fa parte, Notti, guai e libertà. Non raggiunse le alte vette delle classifiche, infatti non risulta in classifica fra i 100 singoli più venduti del 1998.

### Emma Bovary
Emma Bovary è una canzone scritta da Franco Battiato e Manlio Sgalambro; l'arrangiamento è di Mauro Paoluzzi.
Il brano fu inserito nell'album Notti, guai e libertà.

#### Cover
Il brano fu inciso anche da Franco Battiato, lo stesso anno, col titolo Emma.

### Baby blu
Sweet love è una canzone scritta da Luca Madonia, Mauro Paoluzzi e V. Incenzo, l'arrangiamento è di Mauro Paoluzzi.
Il brano fu inserito nell'album Notti, guai e libertà.

#### Cover
Il brano fu inciso nel 2004, da uno degli autori, Luca Madonia, col titolo Il sole è spento.

## Tracce
CD Single
1. Emma Bovary - 4:53
2. Baby blu - 5:25